# Radiolus
Radiolus es una variedad cultivar de ciruelo (Prunus domestica), de las denominadas ciruelas europeas.
Una variedad de ciruela criada en 1965 en el Centro de Investigación Polli Garden, Tartu, como resultado de una mutación por irradiación de hueso de una polinización libre de 'Liivi Kollane Munaploom'.
Las frutas de tamaño grande a muy grande de forma redonda ovoidea, su epidermis con un color principal  amarillo verdoso, frecuentemente cubierta, especialmente en veranos soleados, con manchas de color rojo violáceo en el tallo, y pulpa de color amarillo verdosa a amarilla, agridulce, con un sabor medio.

## Historia
'Radiolus' variedad de ciruela europea que fue obtenida antes de 1965 por los investigadores Arthur Jaama y Eevi Jaama (cada uno de ellos con el 50% de autoría) en el Centro de Investigación Hortícola Polli, dependiente del "Departamento de Ciencias de la Vida" de la Universidad de Tartu, siendo el resultado de la polinización libre de 'Liivi Kollane Munaploom', de la que obtuvieron 60 semillas que las irradiaron con Co en un llamado "cañón de rayos gamma" en el hospital de oncología de la Universidad de Tartu. Luego fueron sembradas las semillas inmediatamente en el lecho de cultivo. La primavera siguiente, brotaron 31 plantas, que fueron trasplantadas en el jardín experimental en 1968, la mayoría de las cuales dieron fruto en 1972. Los obtentores describen en detalle todo el proceso en su libro "Plooms" (Jaama, A. y E., 1990, págs. 77-82).
A una plántula prometedora se la denominó 'Radiolus'. Este y otros mutantes fueron estudiados minuciosamente por sus criadores. Eevi Jaama determinó, por ejemplo, que 'Radiolus' tiene 51 cromosomas (en lugar de 48). 'Radiolus' resultó ser una obtención notable y fue puesto a prueba incluso después de que los criadores murieran. El científico especializado en fitomejoramiento de frutas Heljo Jänes preparó los expedientes adecuados de todo el proceso a partir de los cuales se aceptaron en 2004, 'Radiolus' se añadió al registro de nuevas variedades del departamento de variedades de la Inspección de Producción Vegetal. (Nº 12.R.04).
Se encuentra cultivada en la colección de germoplasma de plantas vivas del Centro de Investigación Hortícola Polli, dependiente del "Departamento de Ciencias de la Vida" de la Universidad de Tartu, desde el año 2006.

## Características
'Radiolus' es un árbol de porte erguido, semi robusto, es de mediana altura. Flor blanca, que tiene un tiempo de floración que comienza a partir del 21 de abril con el 10% de floración, para el 26 de abril tiene una floración completa (80%), y para el 3 de mayo tiene un 90% de caída de pétalos.
'Radiolus' tiene una talla de tamaño grande a muy grande de 56 a 84 g, la forma es redonda ovoide, sin cuello, su epidermis con un color amarillo verdoso, frecuentemente cubierta, especialmente en veranos soleados, con manchas de color rojo violáceo en el tallo, la sutura se puede ver como una línea, con pruina ligera; pedúnculo de longitud mediano, fuerte; Algunos frutos tienen ranuras en el medio, como si un hilo estuviera atado alrededor de la ciruela, lo que deja una marca en forma de banda en la fruta a medida que crece. Los obtentores escriben (Jaama, A. y E., 1990, p. 78) que tales ciruelas tenían semillas defectuosas (por ejemplo, roto en pedazos) o había una masa amorfa en lugar de una semilla; pulpa de color amarillo verdosa a amarilla, agridulce, con un sabor medio.
Hueso no adherente, medio, superficie rugosa.
Su tiempo de recogida de cosecha es a mediados de septiembre.

## Usos
Se usa comúnmente como postre fresco de mesa buena ciruela de postre de fines de verano.